# Space Oddity
Vous lisez un « bon article » labellisé en 2020.
Pour l'album, voir Space Oddity (album).
Singles de David Bowie
Love You till Tuesday
(juillet 1967) The Prettiest Star
(mars 1970)
Pistes de Space Oddity
Unwashed and Somewhat Slightly Dazed
Space Oddity est une chanson écrite et interprétée par David Bowie. Elle a paru en single en juillet 1969 au Royaume-Uni sur le label Philips Records, puis sur le deuxième album studio du chanteur, David Bowie, au mois de novembre.
Son titre renvoie à celui du film de Stanley Kubrick 2001: A Space Odyssey, sorti l'année précédente. Elle raconte l'histoire d'un astronaute, le major Tom, sous la forme d'un dialogue entre ce dernier et sa tour de contrôle. Le décollage de son vaisseau se déroule à merveille, mais le major finit par disparaître dans les profondeurs de l'espace. Musicalement, elle se compose de plusieurs sections distinctes et se caractérise par l'utilisation de la guitare folk, du stylophone (un synthétiseur miniature) et du mellotron joué par Rick Wakeman.
Apparue dans la retransmission par la BBC des images de l'alunissage d'Apollo 11, Space Oddity constitue le premier succès de Bowie auprès du grand public : elle se classe no 5 des ventes au Royaume-Uni en novembre 1969, puis no 1 à la faveur d'une réédition en 1975. Elle reste l'une de ses chansons les plus célèbres, fréquemment interprétée sur scène, incluse dans de nombreuses compilations et reprise par divers artistes. Dix ans après sa sortie, en 1980, Bowie lui apporte une suite, Ashes to Ashes, dans laquelle le major Tom est dépeint non comme un astronaute, mais comme un drogué.

## Histoire

### Origines

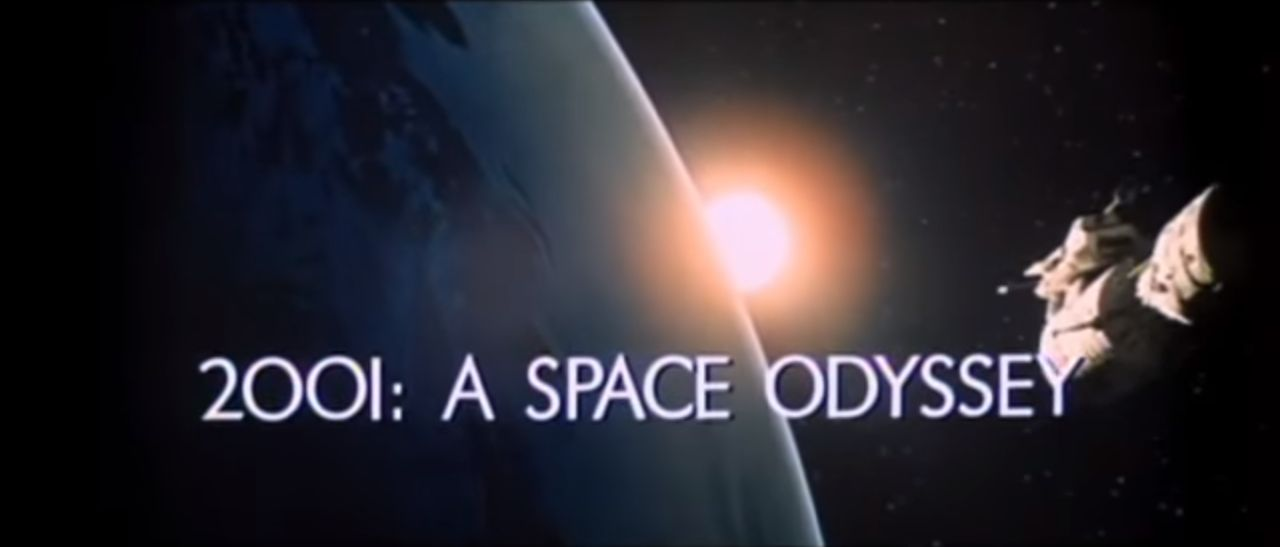
Le film de Stanley Kubrick 2001, l'Odyssée de l'espace inspire l'écriture de Space Oddity.

Après l'échec de son premier album, David Bowie (1967), et la fin de son contrat avec Deram Records, David Bowie diversifie sa palette artistique. Il s'essaye au mime et au théâtre auprès de Lindsay Kemp, tente de monter un spectacle de cabaret et décroche des petits rôles au cinéma et à la télévision. Il reste actif musicalement en formant, avec sa petite amie Hermione Farthingale et son ami John Hutchinson (dit « Hutch »), un trio folk, Feathers, qui donne quelques concerts à Londres à la fin de l'année 1968. En décembre, l'imprésario de Bowie, Kenneth Pitt, met sur pied un projet de film musical afin de promouvoir les chansons de son protégé. Il lui demande d'écrire « un morceau vraiment exceptionnel » à ajouter aux autres. Influencé par le long-métrage de Stanley Kubrick 2001, l'Odyssée de l'espace, sorti au Royaume-Uni en mai 1968 et qu'il aurait vu après avoir consommé du Green Dragon, Bowie écrit Space Oddity. La ballade des Bee Gees New York Mining Disaster 1941, sortie en single en 1967, constitue une autre inspiration de la chanson. Le tournage du film promotionnel, intitulé Love You till Tuesday, débute à la fin du mois de janvier.
La conception de Space Oddity est jalonnée de plusieurs démos. Les deux plus anciennes connues, enregistrées à la fin de l'année 1968 ou au début de l'année 1969, paraissent en 2019 dans le coffret Spying Through a Keyhole. La première n'existe que sous forme de fragment et commence au moment du décollage, tandis que la deuxième est enregistrée en duo avec Hutch, qui joue le rôle de la tour de contrôle dans le premier couplet. Bowie enregistre trois autres démos de la chanson avec Hutch. La première fait partie des Clareville Grove Demos enregistrées en janvier 1969 dans son appartement londonien, tandis que la seconde appartient aux Mercury Demos, réalisées en mars ou en avril pour démarcher la maison de disques Mercury Records. Le coffret Conversation Piece, paru en 2019, inclut ces quatre démos, ainsi qu'une cinquième jusqu'alors inédite.
Space Oddity attire l'attention de Calvin Mark Lee, qui travaille comme publiciste chez Mercury Records. C'est grâce à son aide que Bowie (sans Hutch, qui a choisi de reprendre une carrière plus stable de dessinateur industriel) parvient à intéresser ce label, qui voit d'un bon œil la possibilité de profiter de la publicité autour de l'alunissage de la mission américaine Apollo 11 en sortant un 45 tours parlant de voyage spatial. Le contrat entre Bowie et Mercury pour un album et trois singles est signé le 20 juin 1969, leur distribution en Europe devant être assurée par Philips, une filiale de Mercury.

### Enregistrement

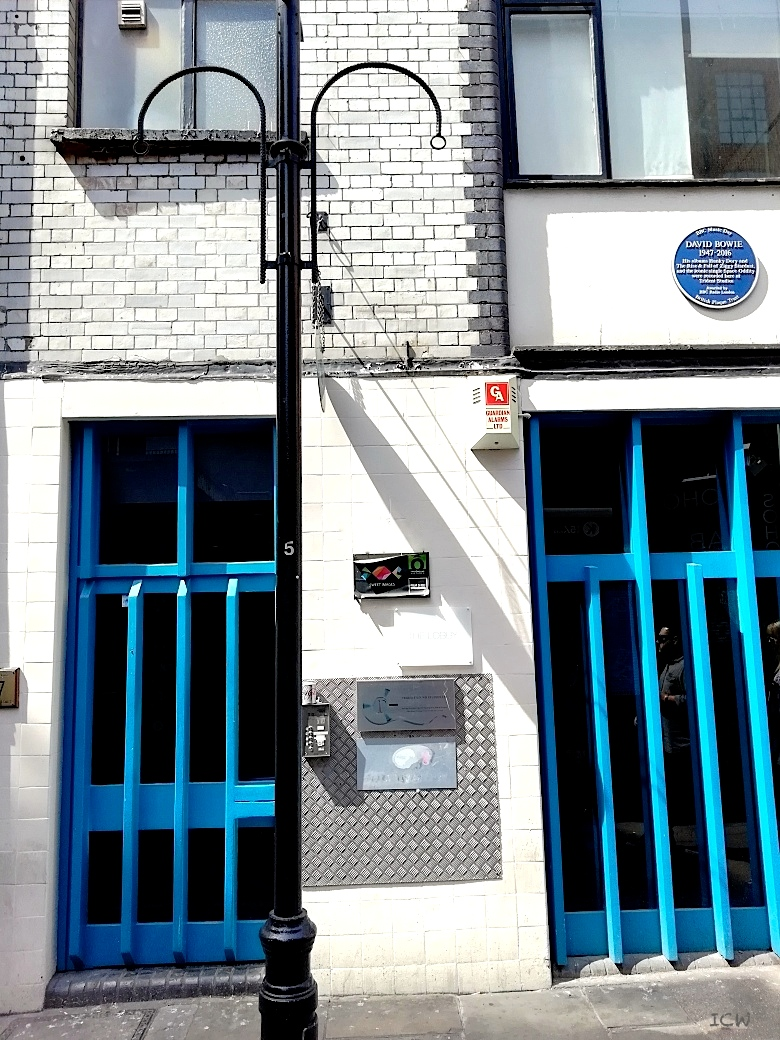
L'entrée des anciens studios Trident en 2018.

La première version officielle de Space Oddity est celle prévue pour le film Love You till Tuesday. Elle est enregistrée le 2 février 1969 aux studios Morgan de Willesden, dans le nord-ouest de Londres. Aux côtés de Bowie, qui joue de la guitare acoustique et interprète le rôle du major Tom, John Hutchinson joue aussi de la guitare et chante les couplets de Ground Control. Ils sont accompagnés de trois musiciens de studio : Dave Clague à la basse, Tat Meager à la batterie et Colin Wood à l'orgue Hammond, au mellotron et à la flûte traversière. Cette séance d'enregistrement est produite par Jonathan Weston. La scène du film est tournée quatre jours plus tard, le 6 février, aux studios Clarence de Greenwich, avec quelques retouches le lendemain. En fin de compte, le projet Love You till Tuesday ne parvient pas à susciter l'intérêt des diffuseurs et il est abandonné au mois de mai. Il ne voit le jour qu'en 1984 en direct-to-video.
La version définitive de Space Oddity est enregistrée aux studios Trident de Londres le 20 juin 1969. Une deuxième séance prend place quelques jours plus tard pour terminer la chanson. Le chanteur est entouré de jeunes musiciens de studio (le bassiste Herbie Flowers et le claviériste Rick Wakeman), ainsi que de Terry Cox, le batteur du groupe de folk Pentangle, et de Mick Wayne, le guitariste du groupe de rock Junior's Eyes. Pour la production, il souhaite faire appel à son ami Tony Visconti, mais celui-ci refuse, car il n'aime pas la chanson et n'y voit qu'une tentative cynique de profiter de la publicité suscitée par Apollo 11. Visconti suggère Gus Dudgeon, qui a déjà travaillé avec Bowie comme ingénieur du son sur son premier album. Comme il ne connait pas la notation musicale, Dudgeon griffonne des lignes de couleur pour indiquer les moments où doivent intervenir les instruments de l'orchestre, ce que l'arrangeur Paul Buckmaster traduit de manière plus conventionnelle pour les musiciens. Les séances se déroulent bien : tous les participants sont enthousiastes et persuadés que la chanson sera un succès.

### Parution et accueil

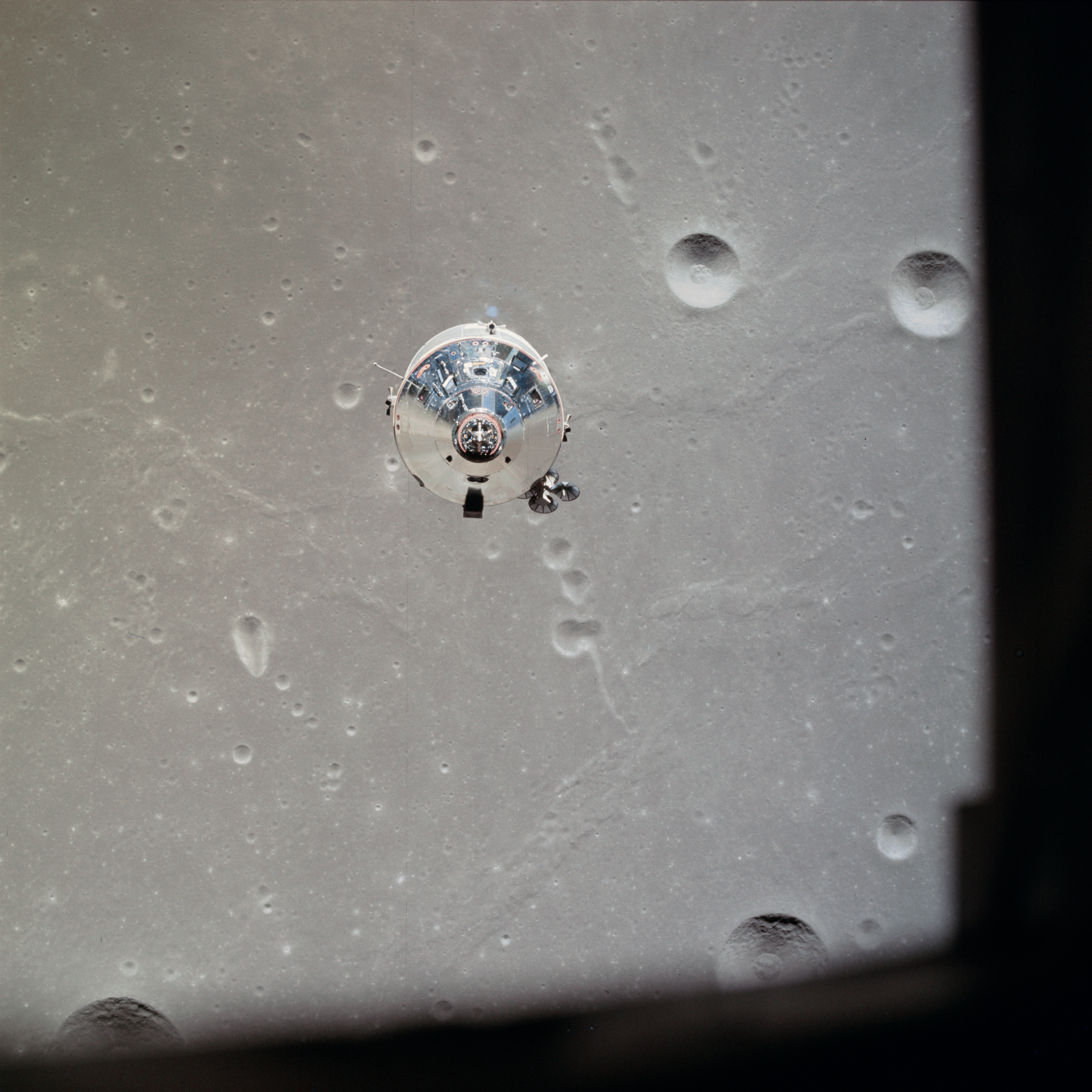
Peu après sa sortie, Space Oddity accompagne les images de la mission lunaire Apollo 11 sur la BBC.

Le 5 juillet, Space Oddity est diffusée dans la sono avant le concert des Rolling Stones à Hyde Park. Une semaine plus tard, le 11 juillet, Philips Records publie le single Space Oddity / Wild Eyed Boy from Freecloud au Royaume-Uni. Bien que les chansons parlant de l'espace soient temporairement interdites de diffusion en raison de l'actualité, Space Oddity est utilisée dans l'émission que consacre la BBC à l'alunissage des astronautes américains dans la nuit du 20 au 21 juillet. Cette publicité inattendue ne se traduit pas par un pic de ventes, pas plus que la tentative de Kenneth Pitt d'avoir recours à la payola pour faire entrer la chanson dans le hit-parade du magazine Record Retailer. Guère aidée par le désordre qui règne alors dans les bureaux britanniques de Philips, elle disparaît du top 50 au début du mois de septembre.
Space Oddity semble alors avoir manqué sa chance, mais elle reçoit un coup de pouce inattendu de la part d'Olav Wyper, le nouveau directeur général de Philips. Voyant un trou de trois semaines dans le calendrier des sorties majeures du label, il décide de relancer la promotion du single de Bowie. À la fin du mois de septembre, la chanson refait son entrée dans le classement des meilleures ventes et elle en gravit régulièrement les échelons jusqu'à atteindre la 5e place début novembre, notamment grâce au passage de Bowie dans l'émission de télévision Top of the Pops le 9 octobre. Le même mois, elle figure en ouverture de son deuxième album studio, David Bowie.
Aux États-Unis, malgré un deuxième lancement au mois de novembre, Space Oddity est un échec complet. D'après Kenneth Pitt, le ton pessimiste des paroles a pu lui donner une image de chanson anti-américaine. En Europe, où le single est édité sous différentes pochettes et en stéréo dans certains pays, Bowie assure sa promotion par des apparitions télévisées en Allemagne, aux Pays-Bas et en Suisse. Tous ces passages télévisés (y compris celui de Top of the Pops) ont été effacés depuis, à l'exception de celui dans l'émission suisse Hits à gogo du 3 novembre 1969. C'est avec le marché européen en tête qu'une version en italien de Space Oddity, intitulée Ragazzo solo, ragazza sola, est enregistrée le 20 décembre aux studios Morgan. Les paroles, écrites par Mogol, ne sont pas une traduction des originales, mais décrivent une simple histoire d'amour. Cette version est éditée en single en Italie au début de l'année 1970, sans rencontrer le succès.

### Rééditions et suites
Après Space Oddity, les singles suivants de Bowie sont des échecs et il semble promis à la malédiction du succès sans lendemain. Ce n'est que trois ans plus tard, avec Starman, qu'il renoue avec le succès. Sous les traits de Ziggy Stardust, vedette glam rock venue de l'espace, il devient une véritable célébrité et le public commence à s'intéresser à ses précédents disques. Afin de répondre à cette demande, son nouveau label, RCA Records, décide de rééditer en novembre 1972 son album de 1969, rebaptisé pour l'occasion Space Oddity. Le single Space Oddity est lui aussi réédité aux États-Unis en janvier 1973, accompagné d'un clip réalisé par Mick Rock. Il atteint cette fois-ci la 15e place du classement Hot 100 établi par le magazine Billboard. En septembre 1975, RCA réédite Space Oddity au Royaume-Uni. Elle devient à cette occasion le premier no 1 de Bowie dans son pays natal en détrônant I Only Have Eyes for You d'Art Garfunkel. Bowie étant indisponible, c'est la troupe de danse Pan's People qui se produit à cette occasion dans l'émission Top of the Pops.
En décembre 1979, Bowie interprète Space Oddity dans l'émission de télévision britannique The Kenny Everett Video Show, présentée par Kenny Everett. Les arrangements de cette version sont réduits à leur plus simple expression : Bowie s'accompagne à la guitare acoustique, avec des interventions discrètes de basse (Zaine Griff), batterie (Andy Duncan) et piano (Andy Clark). La montée orchestrale du décollage est remplacée par 12 secondes de silence total, tandis que la coda en spirale laisse place à une caisse claire qui se dissipe lentement. Coproduite par Bowie avec Tony Visconti, cette version dépouillée est éditée en face B du single Alabama Song en février 1980. La même année sort Ashes to Ashes, premier single extrait de l'album Scary Monsters (and Super Creeps), dans lequel le major Tom et Ground Control refont leur apparition. Cette « suite » de Space Oddity adopte un point de vue très différent en dépeignant le major Tom comme un drogué, en écho aux addictions qui troublent Bowie tout au long des années 1970. Cette nouvelle chanson rencontre un franc succès et devient le second no 1 britannique de Bowie.

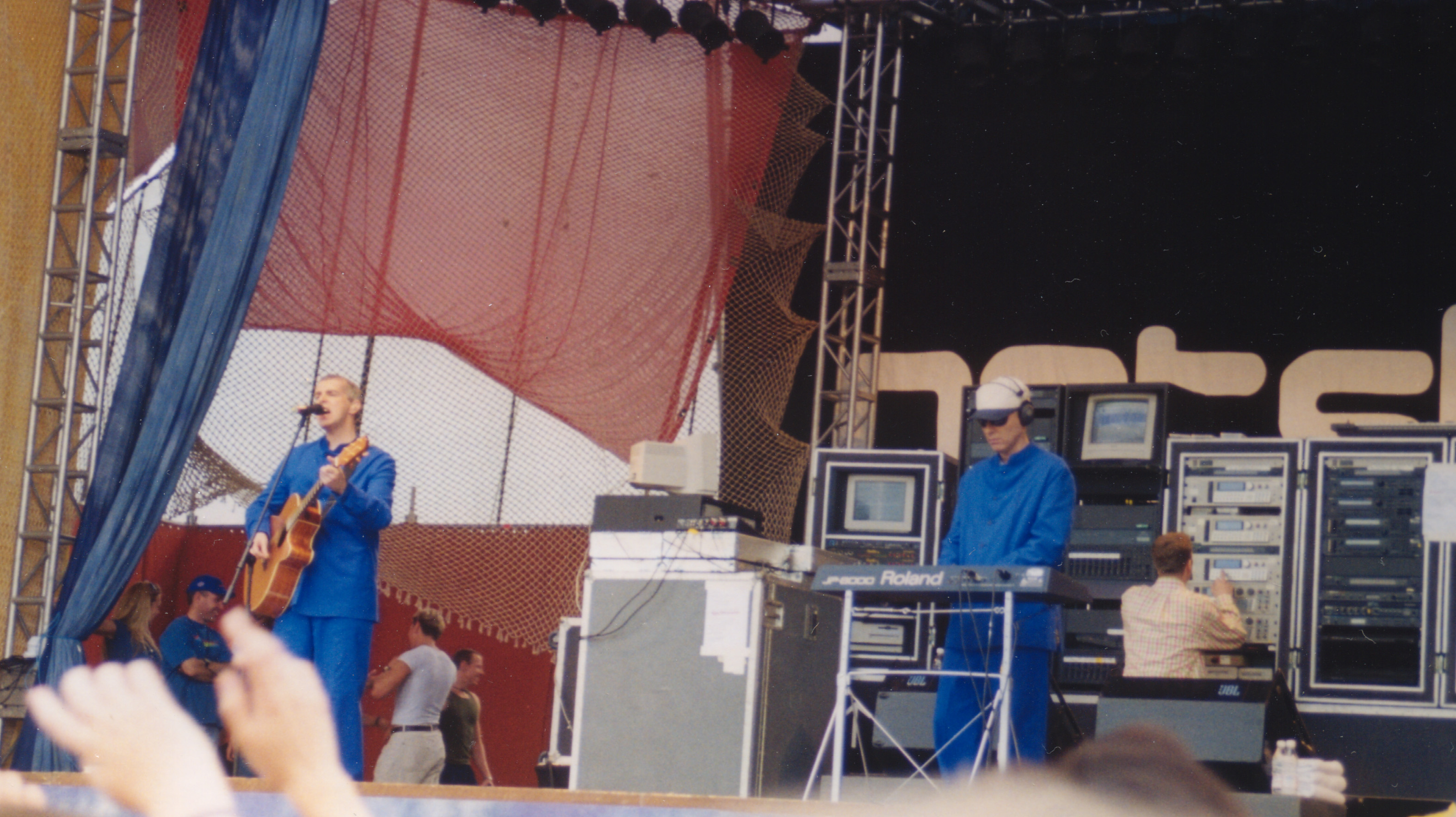
Le remix de Hallo Spaceboy par les Pet Shop Boys (ici en 1997) rattache cette chanson à Space Oddity.

Le major Tom réapparaît dans un troisième single de Bowie en février 1996 : le remix de Hallo Spaceboy par les Pet Shop Boys. Alors que la chanson originale, parue sur l'album 1. Outside l'année précédente, n'est pas liée à Space Oddity, Neil Tennant ajoute dans le remix des paroles tirées de la chanson de 1969, dans le désordre. Bowie est réticent, mais le public réagit favorablement et le single se classe no 12 des ventes au Royaume-Uni. Une ultime allusion au major Tom apparaît peut-être dans le clip de Blackstar, chanson-titre du vingt-cinquième et dernier album studio de Bowie, avec la présence d'un astronaute réduit à l'état de squelette dans sa combinaison spatiale.

### Postérité
Space Oddity est le premier grand succès de Bowie et sa présence au début de nombreuses compilations du chanteur témoigne de son importance dans sa carrière. Elle est reprise sur les best of ChangesOneBowie (1976), The Best of Bowie (1980), ChangesBowie (1990), The Singles Collection (1993), The Best of 1969/1974 (1997), Best of Bowie (2002), Nothing Has Changed (2014) et Legacy (2016). Marc Spitz souligne qu'elle fait partie des quelques chansons de Bowie qui restent régulièrement diffusées sur les stations de radio américaines dédiées au classic rock, plusieurs décennies après sa sortie.
Space Oddity fait régulièrement partie du répertoire scénique de Bowie durant le reste de sa carrière. Il l'interprète entre 1969 et 1971, puis lors des tournées Ziggy Stardust Tour (1972-1973), Diamond Dogs Tour (1974), Serious Moonlight Tour (1983) et Sound + Vision Tour (1990). Pendant le Diamond Dogs Tour, c'est assis dans un fauteuil suspendu à une nacelle surplombant le public que Bowie chante Space Oddity, avec un micro déguisé en combiné téléphonique. En 1990, elle ouvre les concerts du Sound + Vision Tour, conçu comme un dernier récital pour ses plus grandes chansons. Bowie apparaît seul sur scène avec sa guitare acoustique devant un grand écran sur lequel sont projetées des images préenregistrées du chanteur, qui interprète ainsi la chanson en duo avec lui-même. Après cette tournée, il ne joue Space Oddity en public qu'une poignée de fois, notamment en 1997 lors du concert donné à l'occasion de son cinquantième anniversaire au Madison Square Garden, puis en en février 2002 lors d'un concert de bienfaisance pour Tibet House à Carnegie Hall, avec Philip Glass au piano et Adam Yauch à la basse. Sa dernière interprétation de Space Oddity a lieu le 5 juillet 2002 au festival de Horsens, au Danemark.
À l'occasion du quarantième anniversaire de la sortie de Space Oddity, EMI propose en téléchargement un EP reprenant les versions mono et stéréo du single original, ainsi que la version de 1979 et huit pistes sur lesquelles les parties de chant et les différents instruments de la chanson sont isolés. Une application pour iPhone permet de remixer ces différentes pistes. En janvier 2016, à la suite du décès de Bowie, Space Oddity fait son entrée ou sa rentrée dans les hit-parades de nombreux pays. Elle atteint notamment la première place du Top 100 Singles en France.
En 1995, Space Oddity est sélectionnée par le Rock and Roll Hall of Fame comme l'une des « 500 chansons qui ont façonné le rock 'n' roll ». En 2021, elle est classée par le magazine Rolling Stone en 189e position des « 500 plus grandes chansons de tous les temps ».

### Reprises et hommages

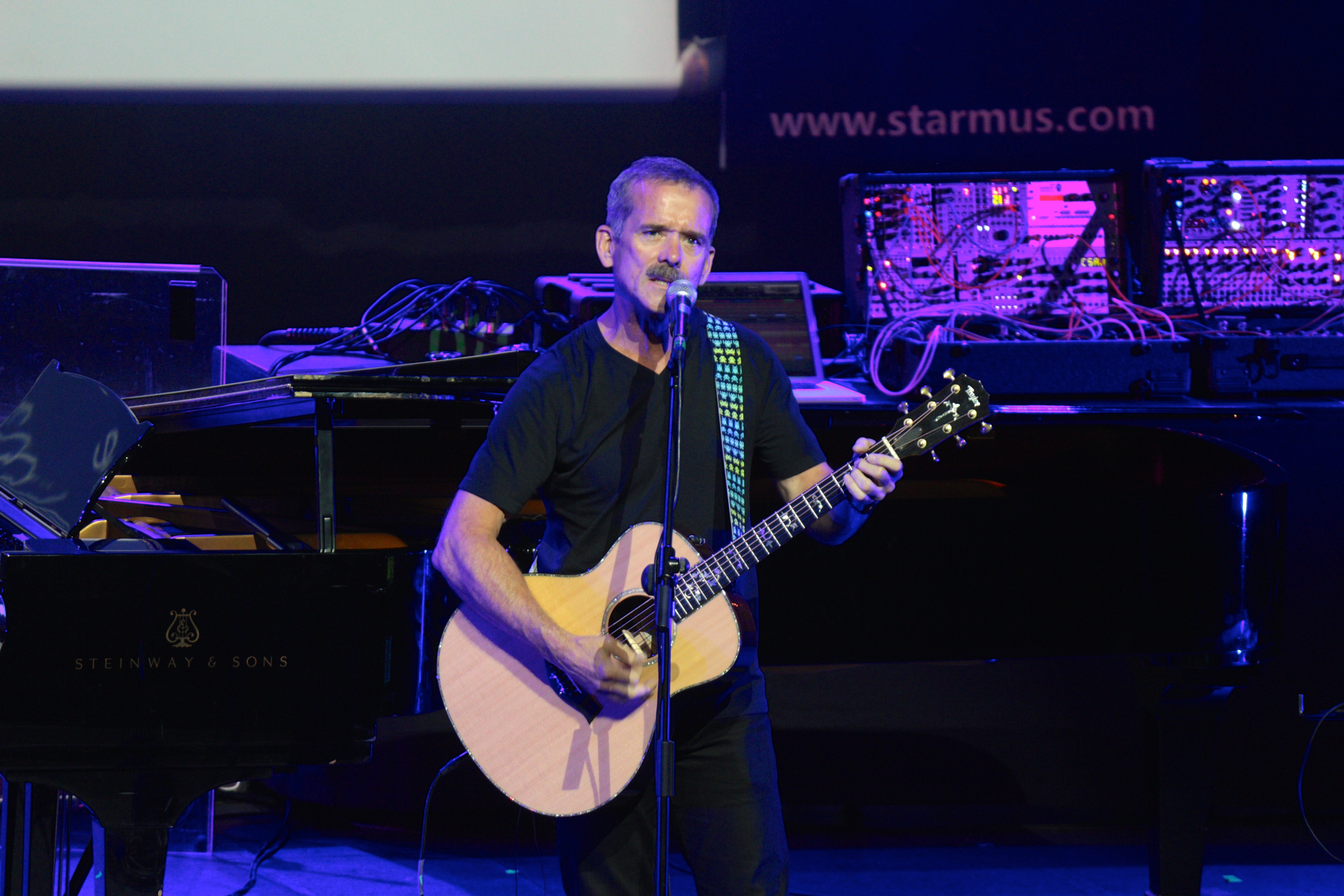
Chris Hadfield interprétant Space Oddity en 2016.

Fin 1982, le chanteur allemand Peter Schilling sort Major Tom (völlig losgelöst), une autre suite de Space Oddity. Après son succès en Europe, il la réenregistre en anglais l'année suivante sous le titre Major Tom (Coming Home). Quelques années plus tard, en 1987, le groupe de hard rock Def Leppard mentionne le major Tom dans sa chanson Rocket.
Space Oddity a été reprise par de nombreux artistes, parmi lesquels The Flying Pickets, Hank Marvin, Jonathan King, Natalie Merchant, Cat Power ou Jarvis Cocker. Celle du chœur canadien The Langley School Music Project, enregistrée en 1971, est l'une des préférées de Bowie. La même année, une version française par Gérard Palaprat est éditée sous le titre Un homme a disparu dans le ciel. Space Oddity est également utilisée dans de nombreux films et séries télévisées, de Friends à C.R.A.Z.Y. en passant par EastEnders ou Mad Men.
En 2013, l'astronaute canadien Chris Hadfield interprète la chanson durant son séjour à bord de la Station spatiale internationale, en modifiant les paroles pour en retirer les aspects les plus sombres. Sa vidéo devient virale et recueille rapidement plusieurs dizaines de millions de vues sur YouTube. Bowie lui apporte son soutien en obtenant de l'éditeur qui détient les droits de la chanson une prolongation de la licence d'un an accordée à l'origine à Hadfield.
En février 2018, à l'occasion du vol inaugural de Falcon Heavy, l'entreprise SpaceX place la Tesla Roadster d'Elon Musk en orbite autour du soleil. Le véhicule est équipé d'un mannequin en combinaison d'astronaute nommé Starman en hommage à David Bowie et joue Space Oddity en boucle sur son autoradio jusqu'à épuisement de la batterie.

## Caractéristiques artistiques

### Paroles et musique

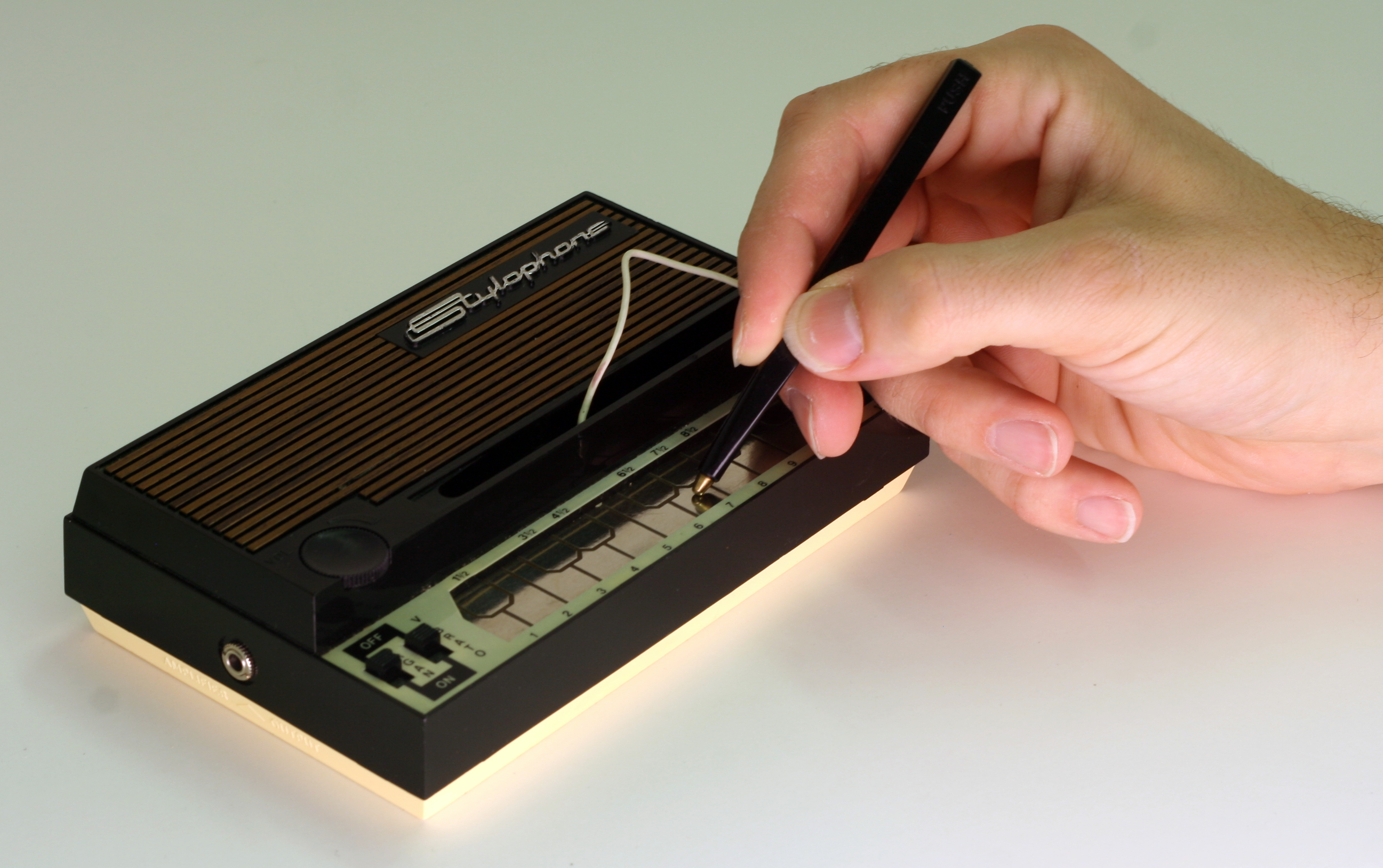
Un stylophone.

Les paroles de Space Oddity prennent la forme d'un dialogue entre un astronaute, le major Tom, et sa tour de contrôle (Ground Control). Dans la première partie, la tour de contrôle décrit les préparatifs du décollage du vaisseau du major Tom qui s'achèvent sur un compte à rebours. C'est ensuite une explosion de joie lorsque la tour de contrôle annonce au major que le décollage s'est bien passé. Le major prend la parole pour la première fois pour annoncer sa sortie extravéhiculaire et son nouveau point de vue sur le monde : « Planet Earth is blue and there's nothing I can do. » Résigné ou apaisé, il décide de se laisser flotter dans l'espace, tandis que la tour de contrôle tente en vain de rétablir la communication avec lui.

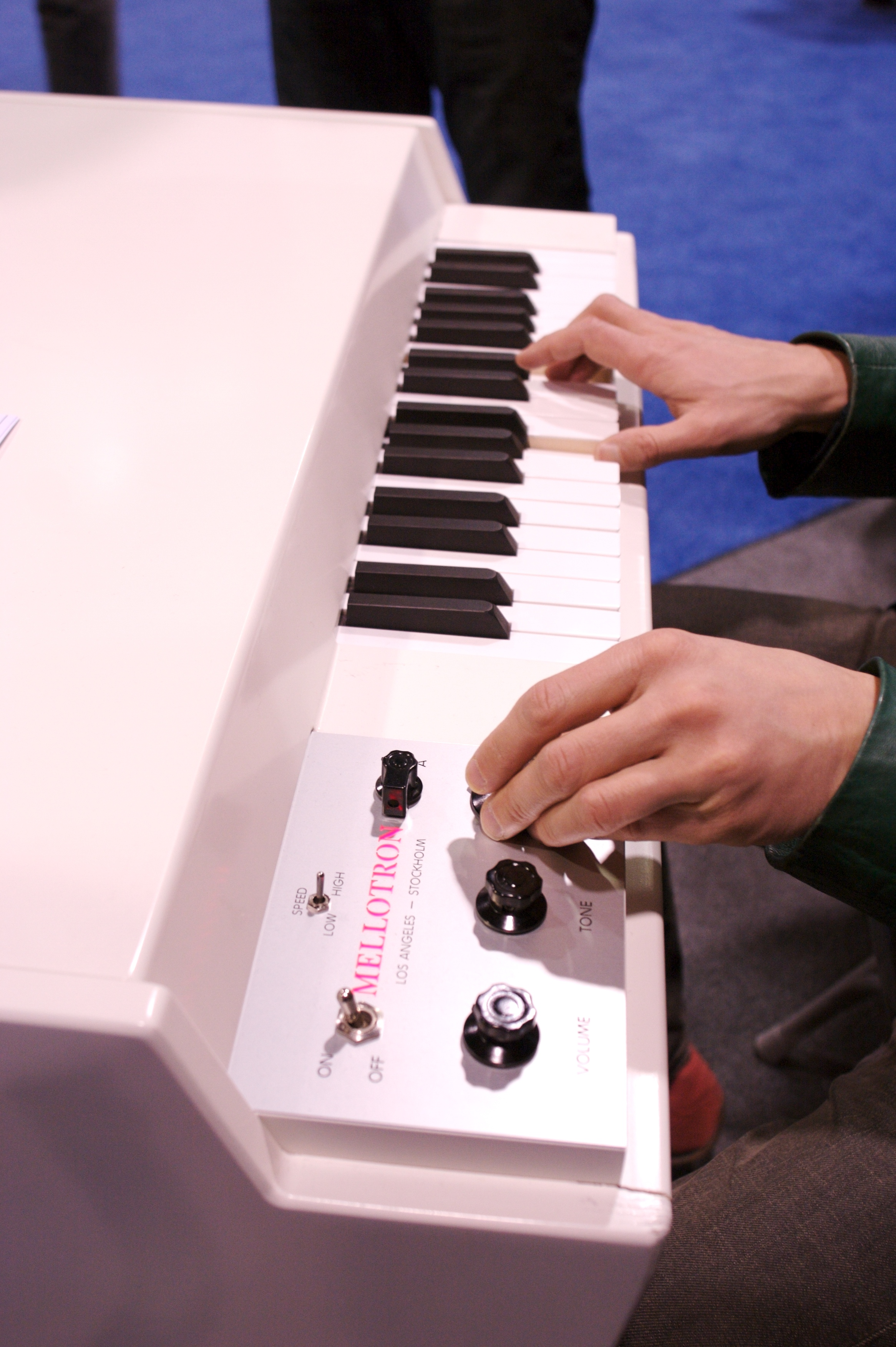
Un mellotron.

Marc Spitz estime que c'est une scène en particulier du film 2001, l'Odyssée de l'espace qui a inspiré Space Oddity à Bowie : celle où un astronaute souhaite un joyeux anniversaire à sa fille au téléphone. Plusieurs biographes de Bowie considèrent que la rupture du chanteur avec sa petite amie Hermione Farthingale quelques mois avant l'enregistrement a également contribué au sentiment d'isolement et d'engourdissement émotionnel qui émane de la chanson,,. David Buckley souligne le caractère naïf et enfantin des paroles, avec leur vocabulaire simplifié qui fait du major Tom « une marionnette, un Punch qui part dans l'espace à bord d'une fusée faite en rouleaux de papier toilette recouverts de papier alu et qui plane non dans le cosmos, mais au plafond de la nursery ». Sous leur vernis de science-fiction, le texte peut être lu de différentes manières : le vide intersidéral comme métaphore de l'espace mental, ou bien le passage à l'âge adulte et la perte de la figure maternelle représentée par la tour de contrôle.
Musicalement, Space Oddity se distingue comme la chanson la plus complexe écrite par Bowie jusqu'alors, avec de nombreuses sections distinctes. La première partie de la chanson est calme, avec un dialogue discret entre les percussions, la guitare acoustique et le stylophone. C'est Marc Bolan, le chanteur de Tyrannosaurus Rex, qui recommande à Bowie l'utilisation de ce synthétiseur miniature qui produit le son caractéristique de la chanson. Après le compte à rebours, le décollage est représenté par des bruits de guitare et de mellotron de plus en plus aigus. La réussite du décollage est reflétée par le passage d'un accord mineur à un majeur. L'accompagnement musical fait ensuite cohabiter les arrangements orchestraux et le son du mellotron, joué par Rick Wakeman, jusqu'à la conclusion en textures orchestrales inspirée des Atmosphères (en) de György Ligeti apparues dans la bande originale du film 2001, l'Odyssée de l'espace.

### Clips
La première version filmée de Space Oddity est celle du film Love You till Tuesday, réalisé par Malcolm J. Thompson. Bowie y joue les rôles de Ground Control (en T-shirt et casquette, avec des lunettes) et du major Tom (en combinaison argentée avec un casque). La disparition du major Tom est figurée par deux « sirènes de l'espace » (interprétées par le mannequin Samantha Bond et l'assistante de production Suzanne Mercer) qui l'accostent et le séduisent. Aux yeux de Marc Spitz, cette séquence rappelle davantage le kitsch du Barbarella de Roger Vadim que l'esthétique du film de Kubrick.
En décembre 1972, un clip de Space Oddity est réalisé par Mick Rock en vue de la réédition du single aux États-Unis. Bowie y apparaît seul avec sa guitare acoustique dans les studios RCA de New York, dont les tables de mixage et autres équipements représentent la technologie de la navette du major Tom. Le chanteur fait preuve d'un certain détachement qu'il attribue par la suite à son absence d'intérêt pour cette chanson qui ne l'intéresse plus vraiment.
La séquence du Kenny Everett Video Show (1979), réalisée par David Mallet, présente également Bowie avec sa guitare acoustique, mais il se trouve dans une salle vide aux murs capitonnés qui rappelle un hôpital psychiatrique. Des passages en noir et blanc prennent place dans une cuisine des années 1950 où le major Tom, assis dans un fauteuil futuriste, lit son journal tandis qu'une femme fait la vaisselle derrière lui, indifférente aux explosions qui ponctuent ces séquences. Les décors de l'asile et de la cuisine sont repris l'année suivante pour le clip de Ashes to Ashes.

## Fiche technique

### Chansons
Toutes les chansons sont écrites et composées par David Bowie, sauf Ragazzo solo, ragazza sola (paroles de Mogol).
| 1. | Space Oddity                 | 4:33 |
| 2. | Wild Eyed Boy from Freecloud | 4:52 |

| 1. | Space Oddity                 | 4:33 |
| 2. | Wild Eyed Boy from Freecloud | 4:58 |

| 1. | Space Oddity                 | 3:26 |
| 2. | Wild Eyed Boy from Freecloud | 3:14 |

| 1. | Ragazzo solo, ragazza sola   | 5:05 |
| 2. | Wild Eyed Boy from Freecloud | 4:52 |

| 1. | Space Oddity               | 5:05 |
| 2. | The Man Who Sold the World | 3:53 |

| 1. | Space Oddity    | 5:15 |
| 2. | Changes         | 3:33 |
| 3. | Velvet Goldmine | 3:09 |

| 1. | Space Oddity                    | 4:44 |
| 2. | Ashes to Ashes (Edited Version) | 3:35 |
| 3. | Ashes to Ashes                  | 4:24 |

| 1.  | Space Oddity (single britannique en mono)                     | 4:42 |
| 2.  | Space Oddity (single américain en mono)                       | 3:29 |
| 3.  | Space Oddity (single américain en stéréo)                     | 3:58 |
| 4.  | Space Oddity (version réenregistrée en 1979)                  | 4:58 |
| 5.  | Space Oddity (basse et batterie)                              | 5:31 |
| 6.  | Space Oddity (cordes)                                         | 5:31 |
| 7.  | Space Oddity (guitare acoustique)                             | 5:31 |
| 8.  | Space Oddity (mellotron)                                      | 5:31 |
| 9.  | Space Oddity (chœurs, flûte et violoncelles)                  | 5:31 |
| 10. | Space Oddity (stylophone et guitare)                          | 5:31 |
| 11. | Space Oddity (chant principal)                                | 5:31 |
| 12. | Space Oddity (chant secondaire, incluant le compte à rebours) | 5:31 |

### Interprètes
- David Bowie : chant, guitare 12 cordes, stylophone
- Mick Wayne : guitare solo
- Herbie Flowers : basse
- Terry Cox : batterie
- Rick Wakeman : mellotron
- orchestre de studio[56]

### Équipe de production
- Gus Dudgeon : producteur
- David Bowie, Paul Buckmaster : arrangements

### Classements
| Classement                              | Meilleure position | Année |
| --------------------------------------- | ------------------ | ----- |
| Allemagne (Media Control AG)            | 40                 | 2016  |
| Australie (ARIA)                        | 31                 | 2016  |
| Autriche (Ö3 Austria Top 40)            | 27                 | 2016  |
| Belgique (Flandre Ultratop 50 Singles)  | 20                 | 1976  |
| Belgique (Wallonie Ultratop 50 Singles) | 42                 | 1969  |
| Espagne (PROMUSICAE)                    | 75                 | 2016  |
| États-Unis (Hot 100)                    | 15                 | 1973  |
| États-Unis (Hot Rock Songs)             | 4                  | 2016  |
| France (SNEP)                           | 1                  | 2016  |
| Italie (FIMI)                           | 26                 | 2016  |
| Japon (Hot 100)                         | 99                 | 2016  |
| Nouvelle-Zélande (RMNZ)                 | 39                 | 2016  |
| Pays-Bas (Single Top 100)               | 4                  | 1975  |
| Portugal (AFP)                          | 30                 | 2016  |
| Royaume-Uni (UK Singles Chart)          | 1                  | 1975  |
| Suède (Sverigetopplistan)               | 15                 | 1976  |
| Suisse (Schweizer Hitparade)            | 15                 | 2016  |